# Batalla de Tumhalad
La llamada Batalla de Tumhalad es un conflicto militar ficticio ocurrido en la obra El Silmarillion del escritor británico J. R. R. Tolkien y ampliado en Los hijos de Húrin del mismo autor. La batalla ocurre durante la Primera Edad del Sol y es causante de la caída de Nargothrond.

## Historia ficticia
Túrin Turambar, hijo de Húrin, se había convertido en un importante comandante de los ejércitos de Nargothrond, y había convencido a su rey, Orodreth, para abandonar sus tácticas de guerrilla y luchara contra las fuerzas Morgoth en campo abierto, pues solo una gran derrota de este podía expulsarlo definitivamente de Talath Dirnen, y todas las tierras fronterizas con su reino.
Los ejércitos de Nargothrond, bajo el mando de Turín, llevaron  a cabo una serie de exitosas campañas ofensivas, en las que reconquistaron gran parte de las tierras ocupadas por las fuerzas de la sombra en Beleriand. Fue aquí cuando Turín cometió un error en su estrategia, pues convenció al rey Orodreth para que ordenase la construcción de un gran puente de piedra sobre el profundo río Narog, obstáculo natural e insalvable que separaba Nargothrond de Talath Dirnen.
Pese a que la estrategia de Turín era proporcionar un acceso rápido al campo de batalla para el ejército, con ello también se le daba, en caso de derrota, un paso para que los ejércitos de Orcos. cruzasen Talath Dirnen salvando el río Narog.  
Morgoth, inteligente y malvado, así lo vio  y en el año 495 de la P. E. formó un gran ejército en las Ered Wethrin, las Montañas de la Sombra, y en el paso del Sirion. Círdan el Carpintero de Barcos advertido por el mismo Ulmo, mandó mensajeros con la noticia del agrupamiento de tropas orcas a los elfos de Nargothrond, y les aconsejó que no lucharan  en campo abierto, pues las fuerzas de Morgoth eran muy superiores. Pero Turin, embriagado con sus victorias anteriores, no hizo caso de estas advertencias y logró el apoyo del rey Orodreth, que no se hizo fuerte tras el río.
Liderados por el dragón Glaurung, el poderoso ejército de la sombra avanzó imparable hacia el sur desde Eithel Ivrin, quemando las tierras de Talath Dirnen entre los ríos Narog y Teiglin.  Turín, al mando del ejército de Nargothrond, se encaminó hacia el norte, donde se enfrentó con el enemigo.  Ninguno de los exploradores de Túrin logró comprobar el aviso de Círdan, así que  las fuerzas de Nargothrond se encontraron con un ejército al que no podían vencer. 

…Alto y terrible lucía aquel día Túrin, y los corazones de todos se inflamaron cuando él avanzó cabalgando a la derecha de Orodreth. Pero ningún explorador había dicho que las huestes de Morgoth fueran tan numerosas, y nadie excepto Túrin, defendido por la máscara de los Enanos, podía resistir el avance de Glaurung; y los Elfos fueron rechazados por los Orcos y expulsados hasta el campo de Tumhalad, y fueron acorralados entre el Ginglith y el Narog…

Superados en número, y sin ninguna defensa contra el dragón, su flanco derecho fue deshecho y, los pocos que sobrevivieron, puestos en fuga hacia el oeste, retrocediendo sobre el Narog.  En la batalla sobre la llanura de Tumhalad,  Túrin y los Elfos quedaron atrapados en el estrecho campo entre el río y su afluente Ginglith, donde la mayoría de ellos, incluyendo al rey Orodreth, fueron masacrados.  Sólo Túrin resistió el ataque de Glaurung porque llevaba el Yelmo de Hador fabricado por Telchar, un célebre herrero enano de Nogrod. Túrin se dirigió desesperado de vuelta a Dor-Lómin, pues las mentiras del dragón le hicieron creer que su madre y hermana aún estaban allí y corrían gran peligro. Solo él y unos pocos elfos lograron escapar.
Glaurung, tras su aplastante victoria en la Batalla de Tumhalad, condujo sus tropas al sur, hacia Nargothrond, cruzando el puente de piedra construido por Turín. El ejército de la sombra invadió Nargothrond, saqueando sus tierras y matando a la mayoría de sus habitantes y tomando al resto como esclavos.  Glaurung luego se estableció como gobernante de Nargothrond.